# پلسر، سوریگائوی شمالی
پلسر، سوریگائوی شمالی (به لاتین: Placer, Surigao del Norte) یک منطقهٔ مسکونی در فیلیپین است که در سوریگائو شمالی واقع شده‌است.

## خصوصیات
پلسر ۶۱٫۲۹ کیلومترمربع مساحت دارد.